# Seirocastnia panamensis
Seirocastnia panamensis là một loài bướm đêm trong họ Noctuidae.